# Mary Beale
Mary Beale (nata Cradock; Suffolk, 26 marzo 1633 – Pall Mall, 8 ottobre 1699) è stata una pittrice inglese, tra le ritrattiste professioniste dell'era barocca di maggior successo alla fine del XVIII secolo, grazie alla perseveranza nella sua attività.
Lodata da Richard Gibson e dal pittore di corte Peter Lely, è considerata alla pari di Joan Carlile, un'altra ritrattista inglese, che fu una delle prime donne a praticare la pittura a livello professionale.
Mary Beale riuscì a sostenere finanziariamente la sua famiglia attraverso la sua attività di ritrattista professionista. Il suo libro Observations (Osservazioni), benché mai pubblicato ufficialmente, fu uno dei primi libri educativi mai scritti da una donna, e annunciò spavaldamente la sua autorità in fatto di pittura. Mary Beale spiccò tra le donne della sua epoca per la sua franchezza e per il successo della sua attività, che le permise di essere il sostegno della famiglia.

## Biografia
Mary Cradock nacque a Suffolk (Inghilterra) alla fine di marzo. Fu battezzata il 26 marzo 1633 da suo padre John Cradock nel rettorato della chiesa di San Paolo a Barrow (Suffolk). Sua madre era Dorothy; il suo cognome da nubile è illeggibile sul suo certificato di matrimonio con John Cradock.
A parte l'essere un rettore, John Cradock era anche un pittore dilettante, che potrebbe aver insegnato a Mary a dipingere. Crescendo Barrow, Mary visse vicino a Bury St Edmunds, dove lavorava un gruppo di pittori, inclusi Peter Lely e Matthew Snelling, che Mary può aver incontrato nella sua giovinezza. Il 23 agosto 1643, John e Dorothy Cradock diedero alla luce un figlio di nome John. Dorothy morì non molto tempo dopo la nascita.
Durante la guerra civile, John Cradock nominò Walter Cradock, un suo lontano cugino, come custode dei suoi figli John e Mary.
Mary Cradock incontrò Charles Beale (1632-1705), un mercante di stoffe che era anche un pittore dilettante, durante una visita agli Heigham di Wickhambrook, che erano imparentati con le famiglie Yelverton e Beale. Charles Beale le scrisse un'appassionata lettera d'amore e una poesia il 25 luglio di un anno ignoto.
Mary Cradock sposò Charles Beale l'8 marzo 1651 all'età di diciotto anni. Suo padre, John Cradock, era gravemente malato all'epoca e morì alcuni giorni dopo il matrimonio di Mary. La coppia si trasferì a Walton-on-Thames in un qualche momento successivo. Charles Beale era all'epoca un impiegato civile, ma alla fine divenne l'amministratore dello studio di Mary una volta che lei divenne una pittrice professionista.
A un certo punto, Charles stava lavorando per il Board of Green Cloth (Commissione della Tovaglia Verde, un gruppo di funzionari incaricati di controllare i conti della Casa reale e di organizzare i viaggi reali) dove mescolava i pigmenti di colore. Nel 1660-64 circa la famiglia si trasferì ad Albrook (ora Allbrook), Otterbourne, Hampshire, per sfuggire alla peste. Durante tutto il loro matrimonio, Mary e Charles lavorarono insieme come pari e come soci in affari, il che non si vedeva spesso all'epoca. Il 18 ottobre 1654 fu sepolto il primogenito di Charles e Mary, Bartholomew. Poco altro si sa di lui.
Il loro secondo figlio fu battezzato il 14 febbraio 1655 e chiamato anche lui. Il loro terzo figlio Charles nacque nel 1660.

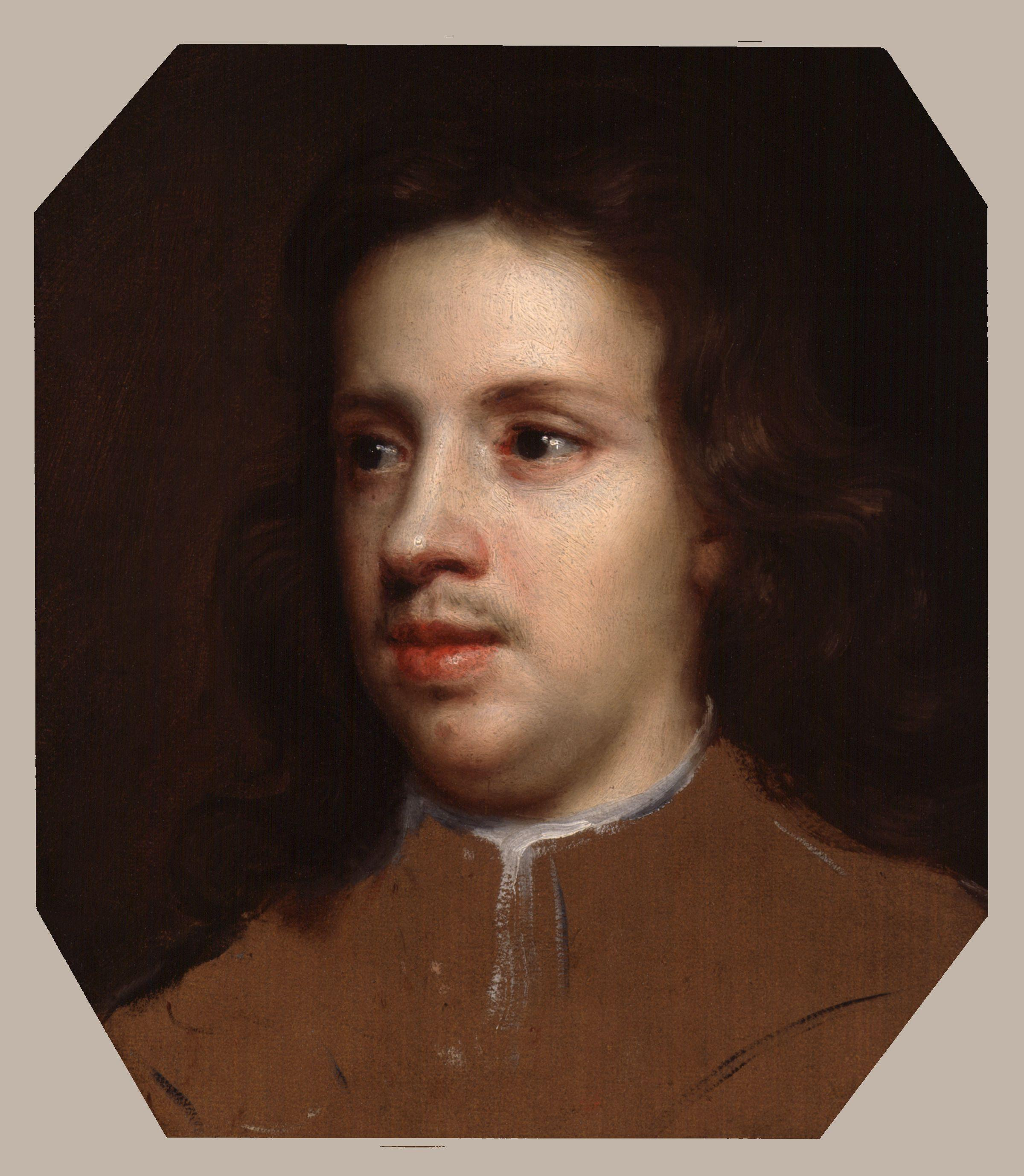
Suo marito, il pittore Charles Beale il Vecchio, di Mary Beale

## Una donna d'affari professionista
Mary Beale preferiva dipingere con colori a olio e ad acqua; ogni volta che faceva un disegno, usava pastelli a cera. Peter Lely, che successe ad Anthony van Dyck come pittore di corte,  si interessò molto ai progressi di Mary come artista, specialmente dal momento che ella faceva pratica imitando una parte della sua opera. Mary Beale iniziò a dipingere per persone che conosceva, in cambio di piccoli regali o favori. Charles Beale tenne un'accurata registrazione di tutto ciò che Mary fece come artista. Prendeva appunti su come dipingeva, che transazioni commerciali avevano luogo, chi veniva a fare visita e che elogi riceveva. Charles scrisse trenta taccuini di osservazioni nel corso degli anni, chiamando Mary "il mio carissimo cuore". Ella divenne una ritrattista semiprofessionista negli anni 1650 e 1660, lavorando dalla sua casa, prima a Covent Garden e poi in Fleet Street a Londra.

### Scritti
Nel 1663, Mary Beale pubblicò Observations (Osservazioni). È uno scritto educativo non pubblicato che inizia dando un giudizio critico su come dipingere le albicocche. Observations mostra anche un buono sforzo di associazione e collaborazione tra Mary e Charles. Dichiarava spavaldamente Mary Beale come un'artista da ricordare. Mary Beale scrisse anche un manoscritto chiamato Discourse on Friendship (Discorso sull'amicizia) nel 1666 e quattro poesie nel 1667.

### La pittura come attività commerciale
Come in altri campi di attività all'epoca tradizionalmente riservati agli uomini, anche nella pittura non era facile per una donna affermarsi. Una volta che Mary iniziò a dipingere per denaro negli anni 1670, scelse attentamente i suoi clienti, e usò la stima della sua cerchia di amici per costruirsi una buona reputazione come pittrice. Alcune di queste persone includevano la regina Enrichetta Maria e John Tillotson, un ecclesiastico della chiesa di San Giacomo, un intimo amico di Mary Beale che alla fine diventò arcivescovo di Canterbury. Può essere dovuto al padre di Mary, John, che era un rettore, o al suo stretto legame con Tillotson il fatto che Mary mantenne gli ecclesiastici di St James' come suoi clienti costanti. Il suo legame con Tillotson come pure il suo forte matrimonio puritano con Charles lavorò a suo favore per costruire la sua buina reputazione. Mary Beale faceva pagare tipicamente cinque sterline per il dipinto di una testa e dieci sterline per mezzo corpo nei dipinti ad olio. Faceva circa duecento sterline all'anno e dava il dieci per cento dei suoi guadagni in beneficenza. Questo reddito era abbastanza per sostenere la sua famiglia, e lei così faceva. Inutile dirlo, è veramente notevole che Mary Beale fosse responsabile del sostentamento della sua famiglia. Entro il 1681 le commesse di Mary stavano cominciando a diminuire.
Nel 1681, Mary Beale prese due studenti, Keaty Trioche e Mr. More, che lavoravano con lei nello studio. Nel 1691, Sarah Curtis dello Yorkshire divenne un'altra degli studenti di Mary. Sarah aveva comportamenti e disposizioni simili a Mary. Mary Beale morì l'8 ottobre 1699. La sua morte fu scambiata per quella di Mary Beadle, la cui morte fu registrata il 28 dicembre 1697. Non si sa molto della sua morte oltre al fatto che morì in una casa a Pall Mall e fu sepolta sotto il tavolo della comunione della chiesa di San Giacomo.

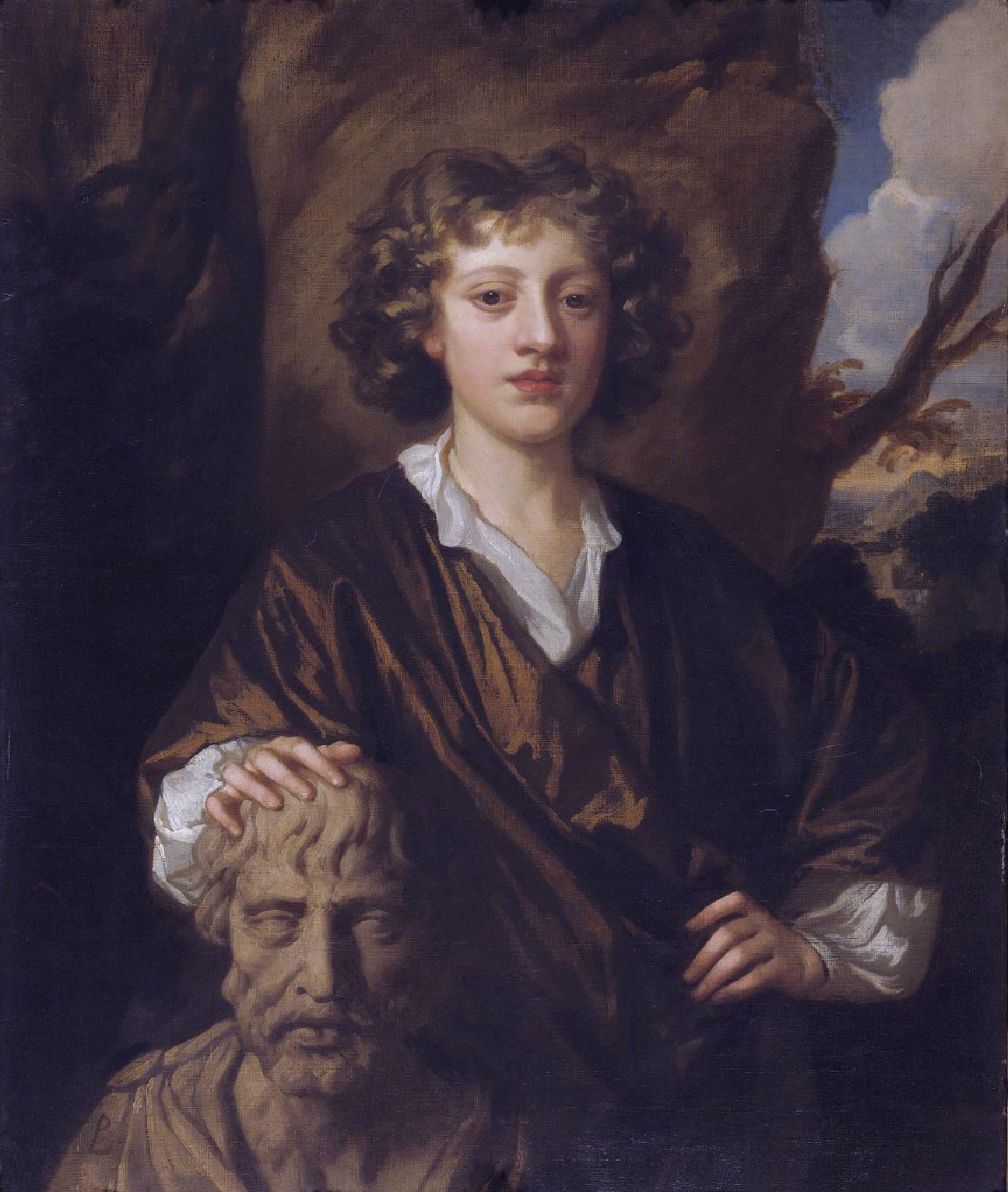
Suo figlio Bartholomew Beale (1656–1709), di Sir Peter Lely, circa 1670

## I bambini Beale
Charles e Bartholomew Beale aiutarono in gioventù nel lavoro dello studio, dove dipingevano arazzi e scolpivano ovali; questi ovali erano una parte critica nei ritratti di teste di Mary Beale. Il giovane Charles Beale, il terzogenito che portava il nome del padre, mostrò grande talento nella pittura e nel 1677 passò a studiarla. Si dilettò a dipingere sculture in miniatura dal 1679 al 1688, quando la vista cominciò a venirgli meno. Da allora in poi lavorò sui ritratti a grandezza naturale. Bartholomew Beale, il secondogenito, iniziò con la pittura ma si volse poi alla medicina. Nel 1680, cominciò a studiare a Clare Hall (Cambridge) e si laureò nel 1682. Bartholomew aprì il suo studio medico in una piccola proprietà a Coventry, che suo padre possedeva.

## Elogi e critiche
I dipinti di Mary Beale sono spesso descritti come "vigorosi" e "mascolini". (Era comune all'epoca elogiare una donna per il suo lavoro definendola "mascolina".) Il colore è visto come puro, dolce, naturale, chiaro e fresco, sebbene alcuni critici vedano invece la sua colorazione come "pesante e rigida". Copiando i capolavori italiani per fare pratica, si dice che Mary Beale avesse acquisito "un'aria e uno stile italiano". Non molti potevano competere con il suo "colore, forza, vigore, o vita". Sir Peter Lely ammirava il lavoro di lei, dicendo che "lavorava con una meravigliosa massa di colore, ed era straordinariamente industriosa". Altri criticano il suo lavoro come debole nell'espressione e nella finitura con colori sgradevoli e mani rese in modo scadente. A volte il suo stile viene descritto come "raffazzonato" con una "tavolozza di colori limitata" e che imita troppo strettamente il lavoro di Lely.
Una parte del suo lavoro si può trovare in mostra nel Museo Geffrye a Londra, benché la più grande collezione pubblica si possa trovare nel museo di Moyse's Hall, Bury St Edmunds, Suffolk. La Beale fu il soggetto di un'esposizione solista al Museo Geffrye nel 1975, che si trasferì alla Galleria d'arte Towner a Eastbourne l'anno seguente.